# Misa de Toulouse
La Misa de Toulouse (en francés: Messe de Toulouse) es un arreglo de misa polifónica a tres voces del siglo XIV.

## Descripción
Se trata de un arreglo incompleto para el ordinario de la misa que fue añadido hacia 1400 en espacios vacíos de un misal que contenía canto llano y textos. Este manuscrito se conserva en la biblioteca municipal de Toulouse. Su ubicación actual en Toulouse no significa necesariamente que fuera compuesta allí. No fue compuesta por un solo individuo, aunque se cree que sí fue recopilada e interpretada como unidad. No está totalmente claro si todos los fragmentos incluidos en el manuscrito fueron pensados como una misa completa o simplemente eran movimientos aislados.
- Kyrie (ff.145v, 147) se encuentra también recogido en el Codex Ivrea y un tropo basado en él se puede ver en el Codex Apt.
- Credo (f.1) es fragmentario ya que solo incluye la voz del tenor desde la palabra "Crucifixus" hasta el final.
- Sanctus (ff.225v–226) tiene un contratenor y un cantus en el mismo rango y con las mismas fórmulas rítmicas, que implica que pudo haber sido un motete a tres voces con uno de los textos omitidos.
- Agnus Dei (f.226) utiliza el tropo «Rex immense pietatis» (Rey de la infinita misericordia), y constituye el uso más claro del «estilo de canción» en esta misa.
- Ite, missa est (f.147v) el motete toma el texto «Laudemus Jesum Christum» (Alabemos a Jesucristo). A diferencia de los motetes ordinarios, presenta solamente una línea con texto (así el «estilo de canción»). También se asemeja a un motete a cuatro voces al que le hubiera desaparecido una voz, quizás omitida para que encajase con el estilo de las demás piezas.

La misa está incompleta porque faltan un Gloria in excelsis Deo y el Credo es fragmentario. Sin embargo, incluye una nota identificando un motete en el Ite, missa est que va a continuación del Sanctus y Agnus Dei (que figuran como anexos al manuscrito). Contiene parte de una línea del tenor de un Credo que aparece en el Codex Ivrea y en el Codex Apt, junto con la Misa de Barcelona, así que probablemente ese movimiento fuese utilizado también. De igual manera, se puede considerar que en esta misa no se incluyera un Gloria ni un Credo, ya que algunas misas de canto llano los omiten.
Estas piezas fueron compuestas algo más tarde que la Misa de Tournai, que es la misa más antigua de la que hay constancia. Está escrita en "estilo de canción", en el que solamente una voz tiene texto. Cuenta con tres voces, en contraposición al "estilo simultáneo" de la Misa de Tournai. En cualquier caso, algunas de las piezas parecen haber sido adaptadas a partir de motetes preexistentes.

## Discografía selecta
- 1979 – Charpentier, Delalande, Messe de Tournai, Messe de Toulouse. Schola Cantorum of the Church of St. Mary the Virgin, Mc Neil Robinson. (Musical Heritage Society 4133).
- 1988 – La Messe de Barcelone, La Messe de Toulouse. Ensemble médiéval de Toulouse, Pierre Hudrisier. (Ariane 148).
- 2009 – Missa Gotica. Ensemble Organum, Marcel Pérès. (Zig-Zag Territoires 090601).